# Выборы в Сенат Гаити (2016—2017)
Выборы в Сенат Гаити 2016—2017 годов состоялись в два тура, 20 ноября 2016 года и 29 января 2017 года. Первый тур был проведён одновременно с президентскими выборами и вторым туром парламентских выборов. Первоначально, выборы должны были пройти 9 октября, но их пришлось перенести из-за урагана Мэтью.
10 августа 2016 года власти опубликовали список кандидатов, претендовавших на одну треть мест в Сенате.

## Законодательная власть
Сенат, верхняя палата двухпалатного законодательного органа Республика Гаити, состоит из 30 депутатов, по три от каждого из десяти департаментов страны. Сенаторы избираются всеобщим голосованием на 6 лет, при этом каждые 2 года проходят перевыборы трети членов Сената. Ограничения сроков для сенаторов нет; они могут быть переизбраны неопределённое число раз. Избранным считается кандидат, набравший абсолютное большинство голосов или опередив своего основного соперника на 25 % и более.

## Результаты
Только два кандидата были избраны уже в первом туре: Ваник Пьер (PHTK) в Северо-восточном избирательном округе и Жозеф Ламбер (KONA) в Юго-Восточном округе. В остальных 8 избирательных округах был проведён второй тур. Предварительные результаты были опубликованы 3 февраля, окончательные результаты позднее, чтобы дать время для рассмотрения возможных жалоб.

### Результаты по округам
Полужирным шрифтом выделены имя и фамилия победителя и его результат.
- Гранд-Анс:
  - Жан Риго Белизар (Консорциум) — 28,46 % (1-й тур); 52,83 % (2-й тур)
  - Риш Андрис (OPL) — 30,77 % (1-й тур); 45,92 % (2-й тур)
  - Против всех — 1,25 % (2-й тур)
- Западный департамент Гаити
  - Пьер Поль Патрис Дюмон (RPH) — 18,68 % (1-й тур); 57,40 %
  - Феднель Моншер (PHTK) — 21,74 % (1-й тур); 40,13 %
  - Против всех — (2-й тур) 2,47 %
- Северный департамент Гаити
  - Жан Мари Ральф Фетье (PHTK) — 35,68 % (1-й тур); 56,34 %
  - Теодор Сентилюс (Pitit Dessalines) — 14,04 % (1-й тур); 41,52 %
  - Против всех — 2,14 % (2-й тур)
- Центральный департамент Гаити
  - Рони Селестен (PHTK) — 31,73 % (1-й тур); 49,59 %
  - Абель Деколлин (KID) — 18,89 % (1-й тур); 49,50 %
  - Против всех — 0,91 % (2-й тур)
- Артибонит
  - Гарсия Дельва (AAA) — 28,46 % (1-й тур); 53,85 %
  - Марк Антуан Альдорф (Bouclier) — 15,63 % (1-й тур); 43,07 %
  - Против всех — 3,08 % (2-й тур)
- Южный департамент
  - Пьер Франсуа Сильдор (PHTK) — 25,51 % (1-й тур); 57,77 %
  - Фриц Карлос Лебон (Fanmi Lavalas) — 25,33 % (1-й тур); 40,66 %
  - Против всех — 1,57 % (2-й тур)
- Нип
  - Дени Кадо (Bouclier) 21,08 % (1-й тур); 59,45 %
  - Луберсон Вильсон (Fanmi Lavalas) 21,03 % (1-й тур); 39,44 %
  - Против всех — 1,11 % (2-й тур)
- Северо-Западный департамент Гаити
  - Кедлер Огюстен (PHTK) — 33,62 % (1-й тур); 65,50 %
  - Франсуа Лукас Сенвиль (MOSANOH) — 15,79 % (1-й тур); 32,28 %
  - Против всех — 2,23 % (2-й тур)
- Северо-Восточный департамент
  - Ваник Пьер (PHTK) — 58,74 % (1-й тур).
- Юго-Восточный департамент Гаити
  - Жозеф Ламбер (KONA) — 53,78 % (1-й тур).